# 1143 هـ
1143 هـ هي سنة في التقويم الهجري امتدت مقابلةً في التقويم الميلادي بين سنتي 1730 و1731.

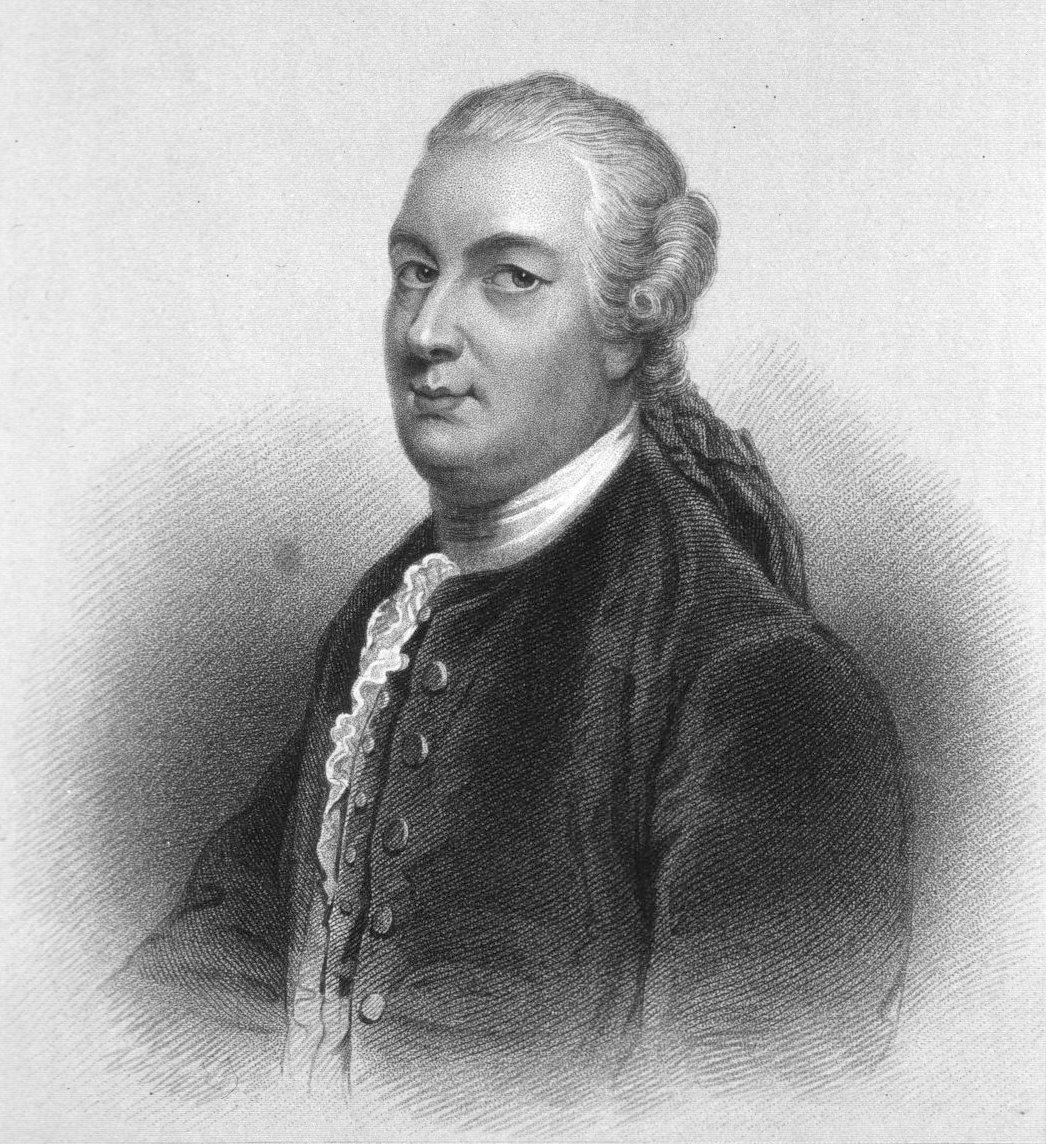
جيمس بروس

## مواليد
- جيمس بروس

## وفيات
- إبراهيم بن القاسم الشهاري
- ابن الصغير الهاشمي
- عبد الغني النابلسي.